# Prueba hipoosmótica
Una prueba hipoosmótica es un test utilizado para estudiar la vitalidad de una muestra de semen, ya que astenozoospermia total (100% espermatozoides tipo D) no implica una necrozoospermia total( 100% células muertas). Se evalúa el estado anatomo-funcional de la membrana plasmática del espermatozoide. La integridad y buen funcionamiento de la membrana plasmática es fundamental para el metabolismo espermático y para todas las etapas involucradas en el proceso de fertilización. 

## Concepto
Los espermatozoides, para migrar por el tracto reproductor femenino necesitan una buena movilidad para trasladarse y ésta va a depender a de la integridad que presenta la membrana. Además, un espermatozoide necesita pasar por los procesos de capacitación, hiperactivación y reacción acrosomal para poder fecundar a un ovocito, y tales procesos involucran a la membrana plasmática. De modo que, la determinación del funcionamiento de la membrana plasmática es un parámetro que indica la capacidad fecundante de los espermatozoides. 

## Procedimiento
La prueba consiste en colocar los espermatozoides en una solución hipoosmótica, de forma que los espermatozoides que estén vivos, es decir, con membranas normales van a ser capaces de incorporar agua e hincharse a nivel de la cola. 
Existen otras pruebas que también estudian la vitalidad de los espermatozoides, como son la tinción eosina-nigrosina y la fluorescencia y naranja de acridina.